# K. Beerschot V.A.C.
Koninklijke Beerschot Voetbal en Atletiek Club a fost un club de fotbal belgian din Antwerp, înființat în 1899. Echipa evolua pe stadionul olimpic "Kiel".
După îndelungate probleme financiare, clubul s-a retras din competiții și s-a desființat în 1999. La scurt timp, K.F.C. Germinal Ekeren s-a mutat din Ekeren în Antwerp și s-a stabilit pe "Kiel". Clubul și-a schimbat denumirea devenind Germinal Beerschot, iar în 2011 și-a schimbat din nou numele în ”Beerschot AC”. În 2013, Beerschot AC a falimentat și s-a desființat.

## Palmares
- Prima Divizie Belgiană:
  - Campioană (7): 1921-22, 1923–24, 1924–25, 1925–26, 1927–28, 1937–38, 1938–39
  - Vice-campioană (7): 1900-01, 1922–23, 1926–27, 1928–29, 1936–37, 1941–42, 1942–43

- Divizia 2 Belgiană:
  - Campioană (1): 1906-07
  - Vice-campioană (3): 1981-82, 1992–93, 1994–95

- RUnda finală a Diviziei 2 Belgiană:
  - Câștigătoare (1): 1982

- Cupa Belgiei:
  - Câștigătoare (2): 1970-71, 1978–79
  - Finalistă (1): 1967-68

## Evoluția în Europa
| Sezon   | Competiția            | Runda | Țara            | Club                 | Acasă | Deplasare | Scor general |
| ------- | --------------------- | ----- | --------------- | -------------------- | ----- | --------- | ------------ |
| 1968/69 | Cupa Orașelor Târguri | 1     | Țările de Jos   | DWS Amsterdam        | 1-1   | 2-1       | 2-3          |
| 1971/72 | Cupa Cupelor UEFA     | 1     | Cipru           | Anorthosis Famagusta | 7-0   | 0-1       | 8-0          |
|         |                       | 2     | Germania de Est | Dinamo Berlin        | 1-3   | 3-1       | 2-6          |
| 1973/74 | Cupa UEFA             | 1     | Portugalia      | Vitoria Setubal      | 0-2   | 2-0       | 0-4          |
| 1979/80 | Cupa Cupelor UEFA     | 1     | Iugoslavia      | NK Rijeka            | 0-0   | 2-1       | 1-2          |